# Tom Boles
Tom Boles (1944) è un astronomo inglese.
Uno dei più famosi astrofili inglesi, è stato progettista di telescopi per una società: attualmente è 
in pensione e oltre ad osservare, collabora con alcune società multinazionali.
È stato presidente della British Astronomical Association.
È membro della Royal Astronomical Society, della Webb Society e della Northamptonshire Natural History Society (NNHS). Fa parte della Commissione 28 dell'Unione Astronomica Internazionale.
Il suo principale interesse in campo astronomico è rivolto allo studio e alla scoperta di supernove. Boles ha scoperto l'asteroide 2002 TE202 che è
stato denominato 84417 Ritabo in onore di sua moglie Rita e una nova in M31.
Boles effettua le sue ricerche dal suo osservatorio situato nel villaggio di Coddenham nel Suffolk in Inghilterra: l'osservatorio 
ha il codice internazionale 234.

## La ricerca di supernove extragalattiche
Boles cominciò la ricerca di supernove a fine novembre 1996 unendosi al UK Nova/Supernova Patrol.
Boles è stato il primo astrofilo dilettante a scoprire singolarmente 100 supernove: questo risultato è stato ottenuto in 9 anni di osservazioni esaminando 
oltre 300.000 immagini di galassie.
Attualmente è lo scopritore di supernove, inclusi gli astronomi professionisti,  con più scoperte o coscoperte.
Alla data del 20 giugno 2015 ne ha scoperte 151, di cui 130 da solo e 21 assieme ad altri coscopritori.

## Riconoscimenti
- Nel 2008 ha ricevuto la Medaglia Merlin della British Astronomical Association[17].
- Nel novembre 2008 gli è stato dedicato un asteroide, 7648 Tomboles[18].
- Nel 2015 gli è stato assegnato il Walter Goodacre award[17].